# Carta De Lome

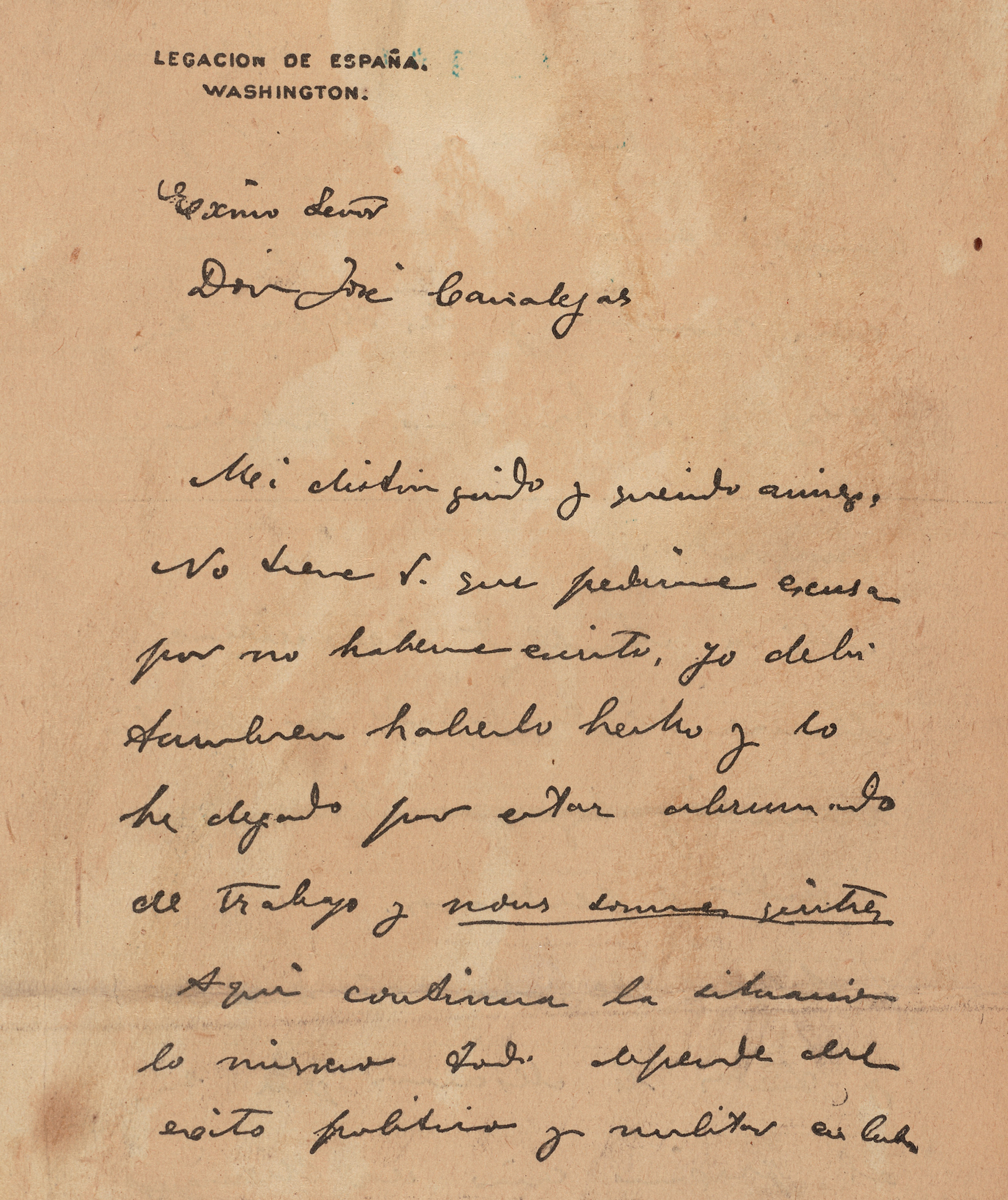
Primera pàgina de la Carta De Lôme.

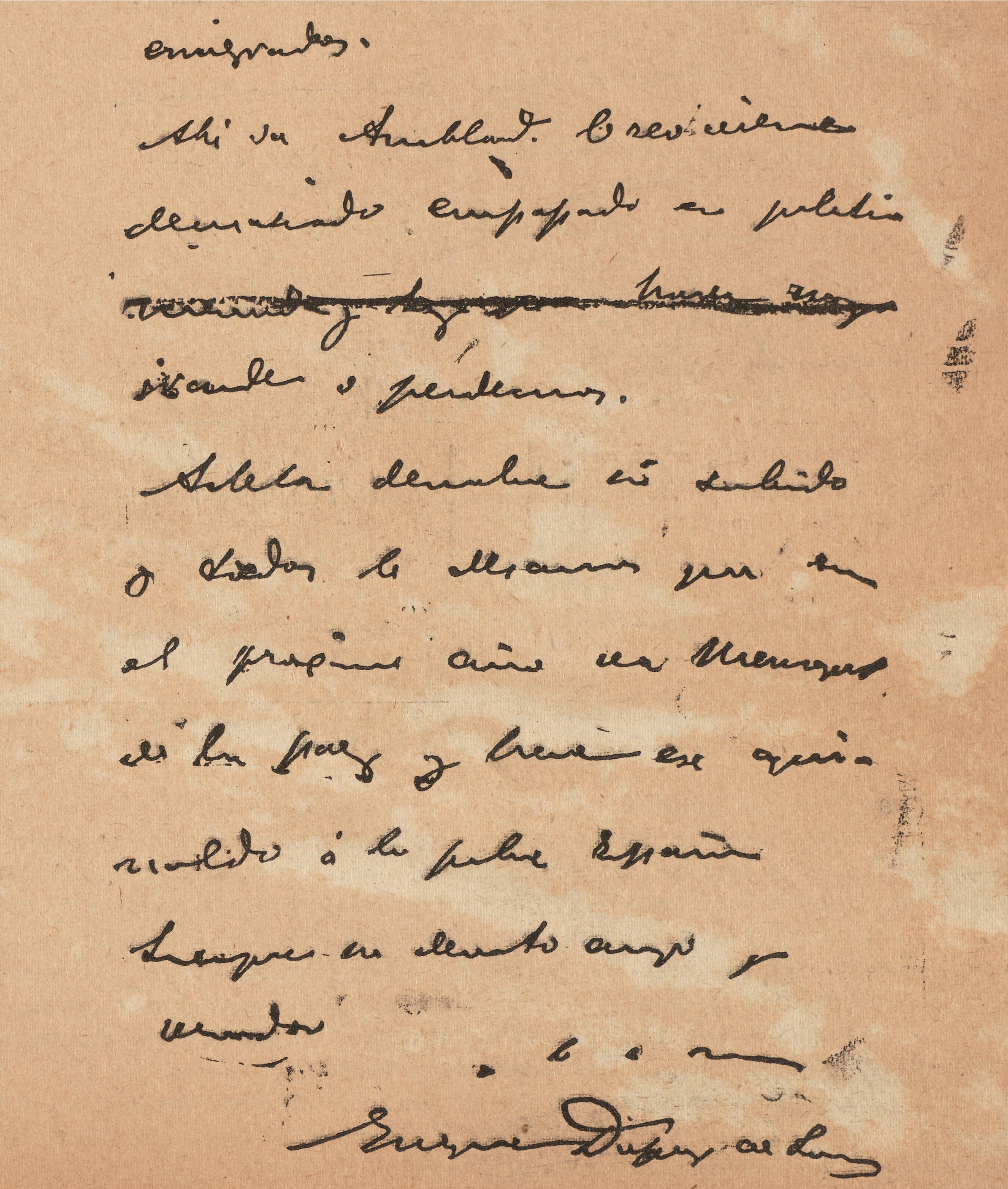
Última pàgina de la carta.

La Carta De Lome fou una nota escrita per Enrique Dupuy de Lome y Paulín, aleshores ambaixador del Regne d'Espanya als Estats Units, a José Canalejas y Méndez, ministre d'afers exteriors d'Espanya, on es mostra l'opinió de De Lome sobre la participació espanyola a Cuba i la diplomàcia del president dels Estats Units William McKinley.

## Publicació
Revolucionaris cubans van interceptar la carta del correu i l'entregaren a la premsa de Hearst, qui la va publicar el 9 de febrer de 1898, en el New York Journal, en un article titulat "El pitjor insult als Estats Units en la seva història." Gran part de la premsa de Nova York va començar a exigir la renúncia de De Lome, i el New York Journal de Hearst va començar una campanya "Go Home de Lome" (Marxa't De Lome). Aquestes campanyes aconseguiren finalment la dimissió de De Lome. Dos mesos després, l'11 d'abril de 1898, McKinley va pronunciar un missatge de guerra al Congrés demanant una "força d'intervenció" dels Estats Units per establir la pau a Cuba.